# Campeonato da Europa de Atletismo de 2014
A 22ª edição do Campeonato da Europa de Atletismo foi realizado de 12 de agosto a 17 de agosto de 2014 no Estádio Letzigrund, em Zurique, na Suíça. Foram disputadas 47 provas com 1.439 atletas de 50 nacionalidades.  Foi a primeira vez desde 1954 que a Suíça sediou o Campeonato da Europa de Atletismo. 
A Grã-Bretanha liderou a classificação de medalhas com 12 medalhas de ouro obtendo seu melhor desempenho no campeonato europeu, apesar de ganhar apenas uma medalha no evento de campo. A França, segunda colocada em medalhas com 9 de ouro empatou com a Grã-Bretanha em numero de medalhas, 23 no total.

## Resultados

### Masculino
| Evento                         | Ouro | Ouro       | Prata | Prata    | Bronze                                                                    | Bronze     |
| 100 metros detalhes            | Reino Unido · James Dasaolu                                                                                            | 10.06      | França · Christophe Lemaitre                                                                                     | 10.13    | Reino Unido · Harry Aikines-Aryeetey                                      | 10.22      |
| 200 metros detalhes            | Reino Unido · Adam Gemili                                                                                              | 19.98 EL   | França · Christophe Lemaitre                                                                                     | 20.15    | Ucrânia · Serhiy Smelyk                                                   | 20.30      |
| 400 metros detalhes            | Reino Unido · Martyn Rooney                                                                                            | 44.71 EL   | Reino Unido · Matthew Hudson-Smith                                                                               | 44.75    | Israel · Donald Sanford                                                   | 45.27      |
| 800 metros detalhes            | Polónia · Adam Kszczot                                                                                                 | 1:44.15    | Polónia · Artur Kuciapski                                                                                        | 1:44.89  | Irlanda · Mark English                                                    | 1:45.03 =  |
| 1500 metros detalhes           | França · Mahiedine Mekhissi-Benabbad                                                                                   | 3:45.60    | Noruega · Henrik Ingebrigtsen                                                                                    | 3:46.10  | Reino Unido · Chris O'Hare                                                | 3:46.18    |
| 5000 metros detalhes           | Reino Unido · Mo Farah                                                                                                 | 14:05.82   | Azerbaijão · Hayle Ibrahimov                                                                                     | 14:08.32 | Reino Unido · Andy Vernon                                                 | 14:09.48   |
| 10000 metros detalhes          | Reino Unido · Mo Farah                                                                                                 | 28:08.11   | Reino Unido · Andy Vernon                                                                                        | 28:08.66 | Turquia · Ali Kaya                                                        | 28:08.72   |
| Maratona detalhes              | Itália · Daniele Meucci                                                                                                | 2:11:08    | Polónia · Yared Shegumo                                                                                          | 2:12:00  | Rússia · Aleksey Reunkov                                                  | 2:12:15    |
| 110 m barreiras detalhes       | Rússia · Sergey Shubenkov                                                                                              | 13.19      | Reino Unido · William Sharman                                                                                    | 13.27    | França · Pascal Martinot-Lagarde                                          | 13.29      |
| 400 m barreiras detalhes       | Suíça · Kariem Hussein                                                                                                 | 48.96      | Estónia · Rasmus Mägi                                                                                            | 49.06    | Rússia · Denis Kudryavtsev                                                | 49.16      |
| 3000 m obstáculos detalhes     | França · Yoann Kowal                                                                                                   | 8:26.66    | Polónia · Krystian Zalewski                                                                                      | 8:27.11  | Espanha · Ángel Mullera                                                   | 8:29.16    |
| Revezamento 4x100m detalhes    | Reino Unido · Adam Gemili · Richard Kilty · Harry Aikines-Aryeetey · James Ellington · Daniel Talbot*                  | 37.93 EL   | Alemanha · Julian Reus · Sven Knipphals · Alexander Kosenkow · Lucas Jakubczyk                                   | 38.09    | França · Pierre Vincent · Christophe Lemaitre · Teddy Tinmar · Ben Bassaw | 38.47      |
| Revezamento 4x400m detalhes    | Reino Unido · Martyn Rooney · Michael Bingham · Conrad Williams · Matthew Hudson-Smith · Nigel Levine* · Rabah Yousif* | 2:58.79 EL | Polónia · Rafał Omelko · Kacper Kozłowski · Łukasz Krawczuk · Jakub Krzewina · Michał Pietrzak* · Andrzej Jaros* | 2:59.85  | França · Mame-Ibra Anne · Teddy Venel · Mamoudou Hanne · Thomas Jordier   | 2:59.89    |
| 20 km marcha detalhes          | Espanha · Miguel Ángel López                                                                                           | 1:19:44    | Rússia · Aleksandr Ivanov                                                                                        | 1:19:45  | Rússia · Denis Strelkov                                                   | 1:19:46 PB |
| 50 km marcha detalhes          | França · Yohann Diniz                                                                                                  | 3:32:33    | Eslováquia · Matej Tóth                                                                                          | 3:36:21  | Rússia · Ivan Noskov                                                      | 3:37:41    |
| Salto em altura detalhes       | Ucrânia · Bohdan Bondarenko                                                                                            | 2.35       | Ucrânia · Andriy Protsenko                                                                                       | 2.33     | Rússia · Ivan Ukhov                                                       | 2.30       |
| Salto com vara detalhes        | França · Renaud Lavillenie                                                                                             | 5.90       | Polónia · Paweł Wojciechowski                                                                                    | 5.70     | Chéquia · Jan Kudlička França · Kévin Menaldo                             | 5.70       |
| Salto em distância detalhes    | Reino Unido · Greg Rutherford                                                                                          | 8.29       | Grécia · Louis Tsatoumas                                                                                         | 8.15     | França · Kafétien Gomis                                                   | 8.14       |
| Salto triplo detalhes          | França · Benjamin Compaoré                                                                                             | 17.46 EL   | Rússia · Lyukman Adams                                                                                           | 17.09    | Rússia · Aleksey Fyodorov                                                 | 17.04      |
| Arremesso de peso detalhes     | Alemanha · David Storl                                                                                                 | 21.41      | Espanha · Borja Vivas                                                                                            | 20.86    | Polónia · Tomasz Majewski                                                 | 20.83      |
| Lançamento de disco detalhes   | Alemanha · Robert Harting                                                                                              | 66.07      | Estónia · Gerd Kanter                                                                                            | 64.75    | Polónia · Robert Urbanek                                                  | 63.81      |
| Lançamento de dardo detalhes   | Finlândia · Antti Ruuskanen                                                                                            | 88.01 EL , | Chéquia · Vítězslav Veselý                                                                                       | 84.79    | Finlândia · Tero Pitkämäki                                                | 84.40      |
| Lançamento de martelo detalhes | Hungria · Krisztián Pars                                                                                               | 82.69 WL,  | Polónia · Paweł Fajdek                                                                                           | 82.05    | Rússia · Sergej Litvinov                                                  | 79.35      |
| Decatlo detalhes               | Bielorrússia · Andrei Krauchanka                                                                                       | 8616       | França · Kévin Mayer                                                                                             | 8521     | Rússia · Ilya Shkurenyov                                                  | 8498       |

### Feminino
| Evento                         | Ouro | Ouro       | Prata | Prata    | Bronze | Bronze   |
| 100 metros detalhes            | Países Baixos · Dafne Schippers                                                                                         | 11.12      | França · Myriam Soumaré                                                                                          | 11.16    | Reino Unido · Ashleigh Nelson                                                                                  | 11.22    |
| 200 metros detalhes            | Países Baixos · Dafne Schippers                                                                                         | 22.03 ,    | Reino Unido · Jodie Williams                                                                                     | 22.46 PB | França · Myriam Soumaré                                                                                        | 22.58    |
| 400 metros detalhes            | Itália · Libania Grenot                                                                                                 | 51.10      | Ucrânia · Olha Zemlyak                                                                                           | 51.36    | Espanha · Indira Terrero                                                                                       | 51.38    |
| 800 metros detalhes            | Bielorrússia · Maryna Arzamasava                                                                                        | 1:58.15 EL | Reino Unido · Lynsey Sharp                                                                                       | 1:58.80  | Polónia · Joanna Jóźwik                                                                                        | 1:59.63  |
| 1500 metros detalhes           | Países Baixos · Sifan Hassan                                                                                            | 4:04.18    | Suécia · Abeba Aregawi                                                                                           | 4:05.08  | Reino Unido · Laura Weightman                                                                                  | 4:06.32  |
| 5000 metros detalhes           | Suécia · Meraf Bahta | 15:31.39   | Países Baixos · Sifan Hassan                                                                                     | 15:31.79 | Países Baixos · Susan Kuijken                                                                                  | 15:32.82 |
| 10000 metros detalhes          | Reino Unido · Joanne Pavey                                                                                              | 32:22.39   | França · Clémence Calvin                                                                                         | 32:23.58 | França · Laila Traby                                                                                           | 32:26.03 |
| Maratona detalhes              | França · Christelle Daunay                                                                                              | 2:25:14    | Itália · Valeria Straneo                                                                                         | 2:25:27  | Portugal · Jéssica Augusto                                                                                     | 2:25:41  |
| 100 m barreiras detalhes       | Reino Unido · Tiffany Porter                                                                                            | 12.76      | França · Cindy Billaud                                                                                           | 12.79    | Alemanha · Cindy Roleder                                                                                       | 12.82    |
| 400 m barreiras detalhes       | Reino Unido · Eilidh Child                                                                                              | 54.48      | Ucrânia · Anna Titimets                                                                                          | 54.56    | Rússia · Irina Davydova                                                                                        | 54.60    |
| 3000 m obstáculos detalhes     | Alemanha · Antje Möldner-Schmidt                                                                                        | 9:29:43    | Suécia · Charlotta Fougberg                                                                                      | 9:30:16  | Espanha · Diana Martín                                                                                         | 9:30:70  |
| Revezamento 4x100m detalhes    | Reino Unido · Asha Philip · Ashleigh Nelson · Jodie Williams · Desiree Henry · Anyika Onuora*                           | 42.24 EL,  | França · Céline Distel-Bonnet · Ayodelé Ikuesan · Myriam Soumaré · Stella Akakpo                                 | 42.45    | Rússia · Marina Panteleyeva · Natalia Rusakova · Kristina Sivkova · Yelizaveta Savlinis · Yekaterina Vukolova* | 43.22    |
| Revezamento 4x400m detalhes    | França · Marie Gayot · Muriel Hurtis-Houairi · Agnès Raharolahy · Floria Guei · Estelle Perrossier* · Phara Anacharsis* | 3:24.27 EL | Ucrânia · Nataliya Pyhyda · Hrystyna Stuy · Hanna Ryzhykova · Olha Zemlyak · Daryna Prystupa* · Olha Lyakhova* · | 3:24.32  | Reino Unido · Eilidh Child · Kelly Massey · Shana Cox · Margaret Adeoye · Emily Diamond* · Victoria Ohuruogu*  | 3:24.34  |
| 20 km marcha detalhes          | Rússia · Elmira Alembekova                                                                                              | 1:27:56    | Ucrânia · Lyudmyla Olyanovska                                                                                    | 1:28:07  | Chéquia · Anežka Drahotová                                                                                     | 1:28:08  |
| Salto em altura detalhes       | Espanha · Ruth Beitia                                                                                                   | 2.01       | Rússia · Mariya Kuchina                                                                                          | 1.99     | Croácia · Ana Šimić                                                                                            | 1.99     |
| Salto com vara detalhes        | Rússia · Anzhelika Sidorova                                                                                             | 4.65       | Grécia · Ekateríni Stefanídi                                                                                     | 4.60     | Rússia · Angelina Zhuk-Krasnova                                                                                | 4.60     |
| Salto em distância detalhes    | França · Éloyse Lesueur                                                                                                 | 6.85       | Sérvia · Ivana Španović                                                                                          | 6.81     | Rússia · Darya Klishina                                                                                        | 6.65     |
| Salto triplo detalhes          | Ucrânia · Olha Saladuha                                                                                                 | 14.73      | Rússia · Ekaterina Koneva                                                                                        | 14.69    | Rússia · Irina Gumenyuk                                                                                        | 14.46    |
| Arremesso de peso detalhes     | Alemanha · Christina Schwanitz                                                                                          | 19.90      | Rússia · Yevgeniya Kolodko                                                                                       | 19.39    | Hungria · Anita Márton                                                                                         | 19.04    |
| Lançamento de disco detalhes   | Croácia · Sandra Perković                                                                                               | 71.08 ,    | França · Mélina Robert-Michon                                                                                    | 65.33    | Alemanha · Shanice Craft                                                                                       | 64.33    |
| Lançamento de dardo detalhes   | Chéquia · Barbora Špotáková                                                                                             | 64.41      | Sérvia · Tatjana Jelača                                                                                          | 64.21    | Alemanha · Linda Stahl                                                                                         | 63.91    |
| Lançamento de martelo detalhes | Polónia · Anita Włodarczyk                                                                                              | 78.76 ,    | Eslováquia · Martina Hrašnová                                                                                    | 74.66    | Polónia · Joanna Fiodorow                                                                                      | 73.67    |
| Heptatlo detalhes              | França · Antoinette Nana Djimou                                                                                         | 6551       | Países Baixos · Nadine Broersen                                                                                  | 6498     | Bélgica · Nafissatou Thiam                                                                                     | 6423     |

(*) Disputaram apenas as baterias

## Quadro de medalhas
| Ordem | País          | Medalha de ouro | Medalha de prata | Medalha de bronze | Total |
| ----- | ------------- | --------------- | ---------------- | ----------------- | ----- |
| 1     | Reino Unido   | 12              | 5                | 6                 | 23    |
| 2     | França        | 9               | 8                | 7                 | 24    |
| 3     | Alemanha      | 4               | 1                | 3                 | 8     |
| 4     | Rússia        | 3               | 5                | 13                | 21    |
| 5     | Países Baixos | 3               | 2                | 1                 | 6     |
| 6     | Polónia       | 2               | 6                | 4                 | 12    |
| 7     | Ucrânia       | 2               | 5                | 1                 | 8     |
| 8     | Espanha       | 2               | 1                | 3                 | 6     |
| 9     | Itália        | 2               | 1                | 0                 | 3     |
| 10    | Bielorrússia  | 2               | 0                | 0                 | 2     |
| 11    | Suécia        | 1               | 2                | 0                 | 3     |
| 12    | Chéquia       | 1               | 1                | 2                 | 4     |
| 13    | Croácia       | 1               | 0                | 1                 | 2     |
| 13    | Finlândia     | 1               | 0                | 1                 | 2     |
| 13    | Hungria       | 1               | 0                | 1                 | 2     |
| 16    | Suíça         | 1               | 0                | 0                 | 1     |
| 17    | Eslováquia    | 0               | 2                | 0                 | 2     |
| 17    | Estónia       | 0               | 2                | 0                 | 2     |
| 17    | Grécia        | 0               | 2                | 0                 | 2     |
| 17    | Sérvia        | 0               | 2                | 0                 | 2     |
| 21    | Azerbaijão    | 0               | 1                | 0                 | 1     |
| 21    | Noruega       | 0               | 1                | 0                 | 1     |
| 23    | Bélgica       | 0               | 0                | 1                 | 1     |
| 23    | Irlanda       | 0               | 0                | 1                 | 1     |
| 23    | Israel        | 0               | 0                | 1                 | 1     |
| 23    | Portugal      | 0               | 0                | 1                 | 1     |
| 23    | Turquia       | 0               | 0                | 1                 | 1     |
|       | TOTAL         | 47              | 47               | 48                | 142   |

## Participantes
Atletas de um total de 50 federações membro da Associação Europeia de Atletismo estão competindo nesse Campeonato. 
- Albânia (2)
- Andorra (2)
- Armênia (3)
- Áustria (13)
- Azerbaijão (2)
- Bielorrússia (29)
- Bélgica (35)
- Bósnia e Herzegovina (4)
- Bulgária (22)
- Croácia (23)
- Chipre (7)
- Chéquia (42)
- Dinamarca (14)
- Estónia (26)
- Finlândia (36)
- França (57)
- Geórgia (3)
- Alemanha (93)
- Gibraltar (3)
- Reino Unido (74)
- Grécia (26)
- Hungria (27)
- Islândia (5)
- Irlanda (25)
- Israel (10)
- Itália (78)
- Letônia (26)
- Liechtenstein (1)
- Lituânia (35)
- Luxemburgo (4)
- Macedônia do Norte (2)
- Malta (2)
- Moldávia (3)
- Mónaco (1)
- Montenegro (1)
- Países Baixos (43)
- Noruega (40)
- Polónia  (62)
- Portugal (44)
- Roménia (20)
- Rússia (93)
- San Marino (2)
- Sérvia (11)
- Eslováquia (25)
- Eslovênia (15)
- Espanha (74)
- Suécia (60)
- Suíça  (53) (anfitrião)
- Turquia (29)
- Ucrânia (70)

Legenda
| Recorde mundial       | Recorde mundial (World record)               |                       | Recorde africano                      | Recorde africano (African) |                                           | Q | Classificado por posição (Qualified) |
| Recorde do campeonato | Recorde do campeonato (Championship record)  | Recorde da América    | Recorde da América (Americas)         | q                          | Classificado por melhor tempo (Qualified) |   |                                      |
| Melhor marca do ano   | Melhor marca do ano (World leading)          | Recorde asiático      | Recorde asiático (Asian)              | DNS                        | Não largou (Did not start)                |   |                                      |
| Recorde nacional      | Recorde nacional (National record)           | Recorde europeu       | Recorde europeu (European)            | DNF                        | Não terminou (Did not finish)             |   |                                      |
| Recorde pessoal       | Recorde pessoal do atleta (Personal best)    | Recorde da Oceania    | Recorde da Oceania (Oceania)          | DSQ / DQ                   | Desclassificado (Disqualified)            |   |                                      |
| Recorde da temporada  | Recorde da temporada do atleta (Season best) | Recorde sul-americano | Recorde sul-americano (South America) | NM                         | Sem marca (No mark)                       |   |                                      |